# بیبی هد (تگزاس)
بیبی هد (به انگلیسی: Baby Head) یک منطقهٔ مسکونی در ایالات متحده آمریکا است که در شهرستان لانو، تگزاس واقع شده‌است. بیبی هد ۴۱۹٫۱۱ متر بالاتر از سطح دریا واقع شده‌است.